# Sport1
Sport1 (dawniej DSF, skrót od Deutsches Sport Fernsehen) – niemiecki kanał telewizyjny o profilu sportowo-dokumentalnym, powstały 1 stycznia 1993 roku.
Firma posiada także portal internetowy sport1.de. W Polsce program ten można odbierać przez niekodowany przekaz satelitarny z Astry oraz w sieciach kablowych, a także na platformach satelitarnych i w FTA.